# Gigwise
Gigwise – brytyjskie wydawnictwo muzyczne poświęcone muzyce rozrywkowej, istniejące od 2001 roku.

## Historia
Internetowe wydawnictwo muzyczne Gigwise założyli w 2001 roku Andy Day i Simon Perlaki. Swym zasięgiem obejmowało ono początkowo Liverpool, potem Manchester, a następnie całą Wielką Brytanię. Jego biura zlokalizowane są we wschodnim Londynie. Gigwise jest częścią Giant Digital.
Pod koniec I dekady XXI w. Gigwise stał się jednym z najpopularniejszych i największych internetowych serwisów muzycznych w Wielkiej Brytanii. Według danych Comscore Key Measure Statistics za październik 2010 roku zajmował 20. miejsce w kategorii rozrywki muzycznej (trzy miejsca wyżej niż NME); miejsca od 1 do 19 zajęły sieci muzyczne MTV Networks Music, Vevo i Tonefuse Music.
Na początku 2012 roku nowym redaktorem Gigwise został Michael Baggs, który wcześniej pracował między innymi dla Top Of The Pops i Popjustice. W czerwcu tego samego roku Gigwise odświeżył swoją stronę internetową, nadając jej nowy wygląd. Według Simona Perlaki, dyrektora wykonawczego Publisher Giant Digital celem tych zmian ma być ułatwienie użytkownikom wyszukiwania treści i korzystania z nich. Wprowadzono również ulepszenia w celu zwiększenia użyteczności na urządzeniach dotykowych, takich jak iPad.
We wrześniu 2014 roku nowym redaktorem serwisu został Andy Morris.
Od stycznia 2019 do września 2020 roku funkcję redaktora naczelnego Gigwise pełniła Shannon Cotton, a od października 2020 do września 2022 roku – Jessie Atkinson.
W 2021 roku z okazji 20-lecia istnienia Gigwise ogłosił wydanie swojego pierwszego drukowanego magazynu. Na okładkę 120-stronicowego wydawnictwa wybrano zdjęcie piosenkarki Self Esteem. Przy tej okazji postanowiono po raz kolejny odświeżyć wygląd publikacji online, która będzie koncentrować się na wszystkich gatunkach, w tym soulu, elektronice i grime.
W październiku 2022 roku funkcję redaktora naczelnego Gigwise objęła Lucy Harbron.

## Profil
Gigwise publikuje najnowsze wiadomości z rynku muzycznego, rozmowy z ulubionymi artystami, relacje na żywo i zdjęcia z koncertów, a także artykuły poświęcone muzyce i tematom z nią związanym. Recenzje albumów muzycznych Gigwise są cytowane w agregatorach opinii muzycznych: Album of the Year oraz w AnyDecentMusic?